# Catch and Release
Catch and Release er en romantisk komediefilm udgivet af Columbia Pictures i 2006. Det er Susannah Grants debutfilm som instruktør, idet hun tidligere har skrevet manuskripter til film som Erin Brockovich.

## Plot
Efter sin forlovedes død flytter Gray Wheeler (Jennifer Garner) ind hos hans venner. Sam (Kevin Smith) og Dennis (Sam Jaeger) gør, hvad de kan for at få Grays humør op, men Fritz (Timothy Olyphant) lader til at være ligeglad. Men da det lykkes Gray at nedbryde Fritz`s forsvarsbarrierer, opdager hun, hvorfor hendes afdøde forlovede havde så høje tanker om ham. Efterhånden som de tilbringer mere tid sammen, finder Gray ud af, at hendes muligheder for at finde kærligheden ikke døde sammen med hendes forlovede. De får besøg af uindbudte gæster, og Gray får brug for alle sine nye venners kærlighed, da hun finder ud af, at livet ikke altid er lige nemt – og at kærligheden bestemt heller ikke altid er nem...